# 雙溪新線
雙溪新線由臺灣鐵路公司新設的鐵路支線兼辦客運。

## 路線資料
- 經營管轄：臺灣鐵路公司（原臺灣鐵路管理局）
- 路線距離：＝ [1]
- 軌距：1,067毫米
- 車站數：5（含起訖車站）
- 開業時間：尚未開通
- 雙線區間：雙線
- 電氣化區間：雙軌電氣化

## 車站一覽

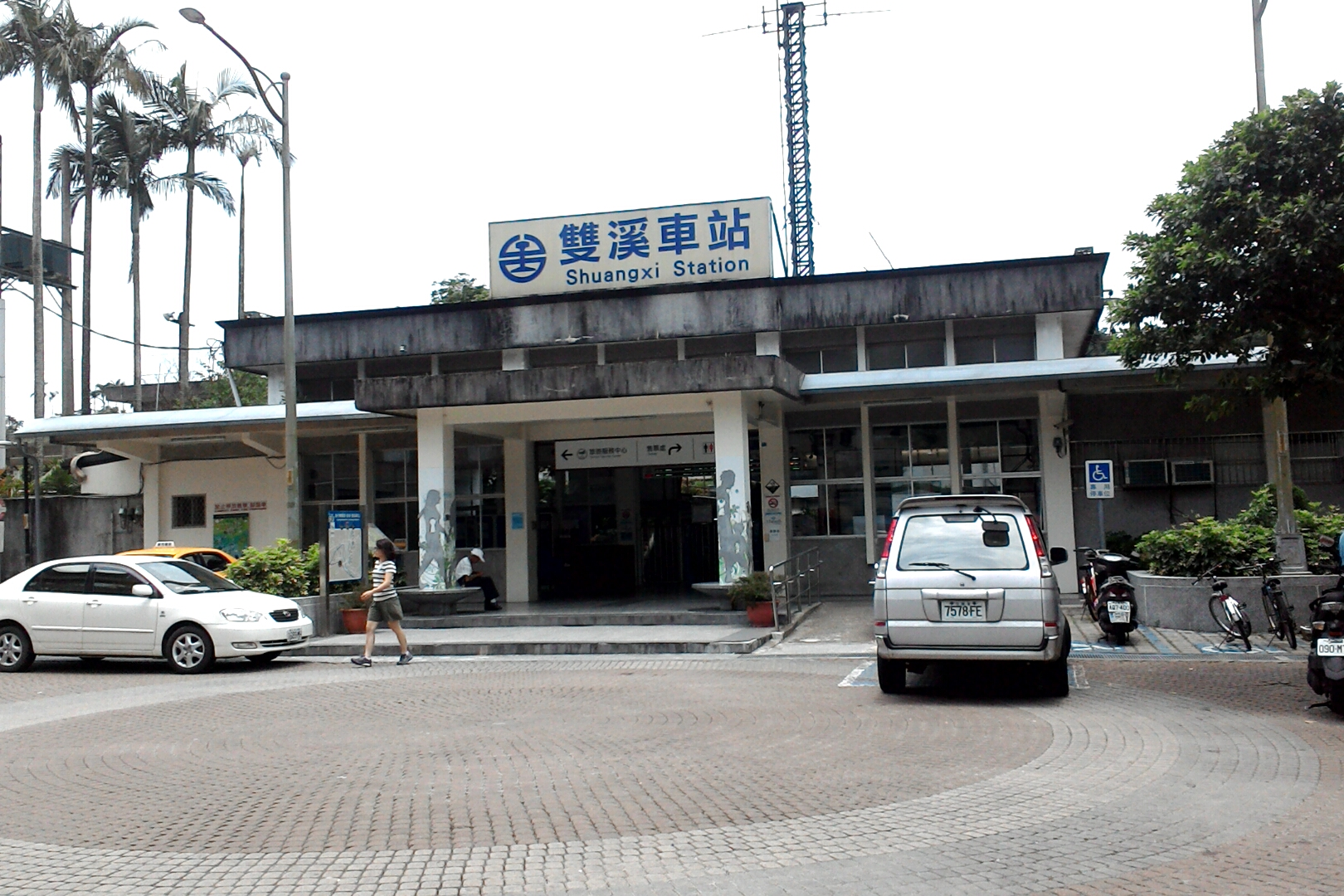
雙溪車站

（註：車站等級：分為特等、一等、二等、三等、甲簡、乙簡、丙簡、簡易、招呼、號誌）

## 外部連結
- 交通部鐵道局 （页面存档备份，存于）
- 交通部臺灣鐵路管理局 （页面存档备份，存于）